# Lupinus sellowianus
Lupinus sellowianus är en ärtväxtart som beskrevs av Hermann August Theodor Harms. Lupinus sellowianus ingår i släktet lupiner, och familjen ärtväxter. Inga underarter finns listade i Catalogue of Life.